# Counter-Strike
Counter-Strike (v překladu protiúder; zkratka CS) je počítačová hra z roku 1999 žánru střílečka z vlastního pohledu odvozená ze hry Half-Life. Podle stránek Metacritic hra v průměru sklidila hodnocení 94 %.

## Princip hry
Ve hře Counter-Strike existuje několik různých módů, nejpopulárnější[zdroj⁠?!] z nich se nazývá defuse. V současné době jsou ostatní kompetitivní módy vývojáři i komunitou hluboce upozaděny.[zdroj⁠?!]
Na jedné ze spousty variabilních map se utkají 2 týmy – protiteroristické jednotky (CT – z angl. counter‑terrorist) a teroristů (T – z angl. terrorist).
Úkolem teroristů je v časovém limitu položit a nechat vybouchnout bombu na jednom ze dvou označených míst (A, B) na mapě nebo zneškodnit všech 5 CT hráčů. CT se jim v tom snaží zabránit jejich zneškodněním, případně položenou bombu zneškodní. Teroristé mohou přežít kolo, i když prohrají, ale nedostanou žádné bonusové peníze, což neplatí o CT, ti mohou přežít, i když vybuchne bomba, a dostanou peníze. Úkolem CT je hrát defenzivně a čekat na příchod teroristů, v případě, že se teroristům povede položit bombu, ocitají se v defenzivní pozici oni, protože musí uhlídat bombu (40 sekund) než vybouchne. Primárním cílem CT je zneškodnit či zajistit bombu, než vyprší čas. Teroristé vyhrávají v případně, že vybouchne bomba. Jakmile v jednom ze dvou týmů nezůstane ani jeden hráč naživu, automaticky prohrává.
Tento mód se hraje 5 proti 5, na 2 poločasy, které slouží k prohození stran, vyhrát zápas hraním pouze za 1 stranu není možné. 1 poločas trvá 15 kol. Každé kolo se jednomu z týmů přičte bod, podle toho jak skončilo. Vyhrává ten, kdo jako 1. nasbírá 16 bodů. Je možná remíza 15:15, případně prodloužení, ve kterém poločas trvá 3 nebo 5 kol.
Nedílnou součástí hry je ekonomika. Každý tým si musí na začátku kola koupit vybavení, za peníze, které získávají za plnění i dílčích úkolů. V 1. kole začíná hráč pouze s $800, všichni tedy začínají s pouhou pistolí. Peníze dostává i tým, který v kole prohrál. Čím více prohraných kol v řadě prohrál, tím více peněz dostane. Peníze dostávají hráči za zabíjení protivníků, ale záleží na zbrani, například zabití nožem hráči připíše $1500, zatímco zabití AK-47 pouze $300. Teroristé získávají bonusové peníze i za pouhé položení bomby $800. Oba týmy nevidí peníze toho druhého, proto je běžné předvídat finanční situaci protivníka a přizpůsobit tomu svoji strategii.

## Historie
Counter-Strike vznikl jako modifikace hry Half‑Life od společnosti Valve Corporation. Dnes je dostupný v několika plných i neplných verzích. Zatímco verze 1.5 a 1.6 jsou vytvořené na enginu hry Half-Life, pokračování Counter-Strike: Source a Counter-Strike: Global Offensive běží na Source enginu hry Half‑Life 2. K dispozici je i verze Counter‑Strike: Condition Zero, což je v podstatě vylepšená verze 1.6 rozšířená o hru pro jednoho hráče. V roce 2008 vydala společnost Nexon Corporation hru Counter Strike Online, která je určená primárně pro asijský trh, běží na verzi Condition Zero a využívá systém mikroplateb.

### Beta
- BETA 2 – přidala tlumič na USP a M4A1, objevil se AK‑47, SIG 552 Commando a Desert Eagle. Úpravou prošlo noční vidění.
- BETA 3 – přidala nůž, helmu a P90.
- BETA 4 – KillZoNe obsahuje nový typ hry: de_. Položit bombu je možné na nových mapách de_nuke, de_dust a de_prodigy. Nové zbraně P228 a Steyr Scout, do vybavení přibyl HE granát. BETA 4.1 navíc přináší model SAS, na druhou stranu vyvolává negativní pocity.
- BETA 5 – přinesla dobré i špatné. Většinově se na ní podílelo Barking Dog Studios, které stojí za Homeworldem. Psaní do konzole mohlo shodit server. Obsahovala spoustu chyb. Herně se prakticky nezměnila. BETA 5 přišla s mnoha skvělými vylepšeními a novou zbraní, brokovnicí M1014.
- BETA 6 – byla mezník v historii CS. V pozadí nových zbraní, MAC-10 a AUG, modelů hráčů Snow a GIGN a upravením MP5, obsahuje BETA 6 dva nové herní typy: es_, kde museli teroristé utéct do vyznačené oblasti (v BETA 6 pouze jedna mapa) a as_, kde CT musí chránit VIP a pomoct mu dopravit se na určité místo. Mimo to BETA 6 obsahuje levoruké i pravoruké modely. Objevují se první cheateři.
- BETA 6.5 – přinesla upravený netcode, předělané modely zbraní USP, M3, SG‑552, a M4A1, nový model postavy Guerilla Warfare pro T a další změny.
- BETA 6.6 – vylepšení ochrany proti cheaterům.
- BETA 7 – nové mapy hrané dodnes jako např. cs_office, de_vegas; dále pak druhá mapa pro útěk as_highrise a další mapy cs_arabstreets a de_foption. Nůž dostal sekundární funkci, objevil se plně funkční VGUI, přidán byl nový model postavy Seal Team 6 pro CT. Významně se také změnily animace modelů. As_ mapy byly upraveny, VIP je vybaven pistolí USP. Byly opraveny pohledy kamery. Novinkou je možnost řídit vozidlo, k čemuž sloužila testovací mapa de_jeepathon2k.
- BETA 7.1 – opravila chyby na mapách de_vegas, de_train a cs_arabstreets. Dále pak upravila přesnost při střelbě dávkou (burst fire). Opravený byl také kód pro řízení aut. Hráči mají správnou velikost. Opraven zaměřovač a nová ikonka pro HS (head shot). Dále opraveno mnoho malých chyb a přidání nových nastavitelných parametrů (cvarů) pro server.[1]

### Verze1
- Verze 1.1 – při výskoku byla více znepřesněna střelba. Přidány nové cvary jako například mp_roundtime (délka jednoho kola), allow_spectators (povoluje na serveru diváky). Objevují se nové mapy cs_thunder, a de_inferno, cs_office. Datum vydání: 11. března 2001.
- Verze 1.3 – je mnohými považována za nejlepší verzi CS. Na tuto verzi existují i dnes funkční servery. Mimo jiné přidán cvar mp_startmoney (množství peněz na začátku hry). Datum vydání: 12. září 2001.
- Verze 1.4 – hráč již musí stát na místě, když pokládá bombu, a také již nemůže střílet ani se pohybovat, když bombu zneškodňuje; již není v zoomu vidět hlaveň odstřelovací pušky, teroristi nemohou brát rukojmí, upravena přesnost zbraní při skákání. Obsahuje novou anti‑cheat ochranu. Datum vydání: 24. dubna 2002.
- Verze 1.5 – nová mapa de_piranesi, nová mapa de_dust2. Zbraň scout přišla o svou výhodu – přesnost při chůzi. Od nové verze není již scout tak zábavný a používaný labužníky. Datum vydání: 12. června 2002.
- Verze 1.6 – přinesla prodlevu při zoomování. Upraveny verze map de_aztec, de_pirenesi a de_inferno. Nové zbraně FAMAS a Galil. Do hry byl přidán také taktický štít. Hra dostala líbivější grafiku. Ze všech verzí je na tuto nejvíce modů. Datum vydání: 15. září 2003.

#### Další tituly
Condition Zero – Vylepšená grafika, úprava map (textury). A možnost hraní Single Playeru. 1. března 2004
Verze Source – přinesla nový grafický model, Source (to je v doslovném překladu Zdroj, nicméně takto Valve pojmenovalo svůj nový engine, který předvedli v Half-Life 2 a ve kterém byl rovněž napsán Counter-Strike: Source). Odebrán byl štít. Byly zrušeny originální názvy zbraní (Desert Eagle přejmenován na Night Hawk apod.). Módy jsou vytvářeny na základě úspěšných módů z verze 1.6, dosáhl většího úspěchu než counter strike 1.6. Datum vydání: 1. listopadu 2004.
Global Offensive – přidané nové mapy a zbraně, jako třeba Molotov Cocktail, Tec-9, upilovaná brokovnice, Decoy Grenade, CZ 75, Revolver R8, MP5-SD, Health Shot a Tag Grenade. Další nový typ nákupu zbraní. Oproti ostatním verzím by měla být více hratelnější a měla by mít vylepšenou grafiku. Datum vydání: 21. srpna 2012.

## Zbraně
Obě strany používají zbraně z reálného světa, některé mají kvůli hratelnosti upravené parametry (přesnost, typ munice). Až do verze 1.5 byly zbraně pojmenovány podle skutečných předloh, od verze 1.6 jsou kvůli problémům s licencí pojmenovány podobnými, leč fiktivními jmény (Famas – Clarion). Lze koupit pistole, samopaly, pušky, lehký kulomet a granáty, v mapách typu de_ dostává tým teroristů jednu nálož C‑4. Některé zbraně mají navíc speciální funkci, např. M4A1 má navíc nasaditelný tlumič, Glock 18 má volitelné tříranné dávky (burst fire) apod. Zbraně s vysokou průrazností mohou prostřelovat některé objekty a zdi, ale v návaznosti na různé taktiky a styly hry to má svou důležitou funkci.
Výběr zbraní pro každou stranu se částečně liší; zatímco CT mají například k dispozici M4A1 (přesnější střelba, slabší střelivo), T mají AK‑47 (přesnější střelba pouze v malých dávkách, silnější střelivo), což přináší nesymetrické podmínky ve hře.
Mimo střelné zbraně je možno kupovat i další vybavení jako noktovizor (který se používá jen pro některé módy hry), neprůstřelnou vestu (s helmou) či ochranný štít. CT mají navíc k dispozici Defuse kit (nástroj k rychlejšímu zneškodnění bomby).

## Typy map
Na výběr je několik typů map. Základní sada obsahovala mapy čtyř typů:
- de_ – (Defusal) T mají za úkol v určeném časovém limitu položit bombu na jedno ze dvou míst na mapě – bomba musí explodovat. CT se jim v tom snaží zabránit, případně musí položenou (aktivovanou) bombu zneškodnit. Mezi nejznámější patří de_inferno, de_mirage a de_dust2.
- cs_ – (Counter‑strike, Hostage Rescue) CT mají za úkol odvést do základny rukojmí, které hlídají T ve své základně – omezeno časovým intervalem. Známé jsou např. cs_office, cs_assault a cs_italy.
- as_ – (Assassination/VIP) jeden z CT je VIP, začíná pouze s USP a 200% vestou a cílem hry je dopravit VIP na určené místo, hlídané T. Dříve často hrané mapy, dnes však existuje běžně pouze as_oilrig.
- es_ – (Escape) T mají za úkol hromadný přesun z bodu A do B a CT se jim v tom snaží zabránit (už se prakticky nehraje). Stejně jako as_ se koncepce neosvědčila.[3]

Další typy si vymysleli sami hráči:
- 1hp_  – všichni hráči mají pouze 1 HP, mapy se používají převážně pro knife mód (herní styl slash – slabý útok) [4]
- 35hp_  – všichni hráči mají pouze 35 HP, mapy se používají převážně pro knife mód (herní styl stab – silný útok).[4]
- aim_ – malé mapy; jsou určené především k tréninku míření; na některých mapách zbraně leží na zemi.
- awp_ – podobné jako aim, rozdíl je pouze ve zbrani – AWP.
- bhop_ – mapy, jejichž cílem je co nejrychleji vyskákat po překážkách do cíle; s nutností umět techniku bhop (= bunny hop).
- deathrun_ – na konci kola je zvolen 1 terorista do příštího kola a CT mají za úkol proskákat mapu překážek, po které jsou nasázeny pasti, které terorista spouští; úkolem CT je přeskákat trať a zabít teroristu.
- dm_ – deathmatch, obě skupiny mají za cíl vystřílet se navzájem – prohraje ten team, který už nemá žádné živé hráče.
- fy_ – (Fight yard) mapy, ve kterých se zpravidla nenakupuje, neboť zbraně leží volně na zemi; známé jsou fy_snow a fy_iceworld – více verzí.
- he_ – stejné jako ka_ (níže) s tím rozdílem, že hráči mají možnost používat jen HE granát.
- HNS – (Hide & Seek) v těchto mapách se nestřílí, jde pouze o obratnost; mapy s žebříky; CT musí zabít (nožem) T a ti zase musí utéct před CT (na různých modech mají T k dispozici i granáty).
- CoD;-Jedná se o zpracování Call of duty co verze Counter-Strike 1.6 zbraně vypadají jak z CoD MW.

- jb_ ba_ – (JailBreak) tj. útěk z vězení, CT a T mají jiné skiny, vězni se snaží zabít CT; na mapě jsou schované zbraně pro teroristy; hraje se hra na Simona.
- jump_ – novější verze kz_ map (níže).
- ka_ – (Knife arena) hráči mají a mohou používat pouze nože.
- kz_ – (Kreedz) podobné jako bhop_, ale méně složité.
- rc – speciální mapy pro herní mód RC Cars. Obsahují závodní dráhu.
- scout_ – podobné jako awp_ s tím rozdílem, že je zde zpravidla místo AWP Scout; dnes skoro nehrané mapy.
- surf_ – podobné jako kz_, s tím rozdílem, že se zde „surfuje“ po překážkách.
- ze_ – (zombie escape) CT mají za úkol utéct před zombie. Na výběr jsou na začátku většinou tři cesty. Většinou je zde i zakázán výběr classů.
- zm_ – mapy vytvořené speciálně pro zombie mody.[3]
- mg_ – (minigames) minihry,course mapy
- ttt_ – (Trouble in terrorist town) převzato ze hry Garry’s Mod. Hráčům jsou na začátku rozděleny role traitora, detektiva a normálních hráčů. Všichni si mohou brát zbraně a je úkolem najít a zabít traitora.

Pozn.: u těchto map se využívá jedna zajímavá vlastnost CS, a to, že se zbraní Scout je možné doskočit dál než s nožem a i běžet.

## Vliv na progaming
Před vznikem hry sice progaming existoval, ale teprve při vzniku CS mu byly postaveny solidní základy, jež pozvedly tento sport ze zábavy mladých počítačových fanatiků na profesionální úroveň. Co odlišuje CS od ostatních her, je především důraz na multiplayerovou akci – CS má pouze hru Condition Zero, která má mod pro Single Player. Skupiny lidí se začaly sdružovat do klanů a hrály mezi sebou. Člen klanu se vyznačuje tzv. clantagem – zkratkou svého klanu – před nebo za svým nickem, např. [KG]mds-_- nebo Lucky:W.A.R!!‑.‑. S nástupem rychlého internetu se rozjely také první online ligy a turnaje. Dnes už je většina z nich na vysoké úrovni, kdy vítězové těchto lig a turnajů vyhrávají peněžité částky a progamingové vybavení, jako třeba speciální podložky pod myši (Everglide, Steelpad), myši samotné (Razer, Logitech), sluchátka (KOSS) atd.
V roce 2007 vznikl velký poprask kvůli vyřazení hry CS 1.6 z CPL. CPL bylo dlouho jedním z nejprestižnějších CS turnajů; kvůli společnosti Sierra, která zaplatila vysokou částku organizátorům, se na CPL hrají jen dvě hry, a sice World in Conflict a FEAR.
Mezi nejznámější klany, které fungují jako dobře vydělávající společnosti, patří:
- Fnatic – australská organizace s švédskou sekcí;
- SK Gaming – dánská organizace s brazilskou sekcí
- Natus Vincere [Na`Vi] – ukrajinská organizace se ukrajinskou sekci
- Astralis – danská organizace
- Team Verygames;- francouzská herní organizace. ( již neaktivní)
- mousesports;- německá herní organizace.[6]( s českým a slovenským zástupem)
- Ninjas in Pyjamas – Švédská organizace
- EnVyUs – Francouzská organizace (Major – Dreamhack 2015 Cluj-Napoca)
- FaZe – Americká organizace

České organizace s Counter‑Strike sekcemi:
- KoK – jeden z nejstarších českých klanů;

- eSuba – jeden z největších českých multiklanů;
- nEophyte – historicky nejlepší český multiklan;
- NecroRaisers – nejstarší a první známější český tým, dnes s česko‑slovenskou sekcí.
- eXtatus – taktéž velmi nadějný československý tým, který hrál proti týmům na světové úrovni

## Modifikace
CS je možné upravovat. Lze přidat počítačem řízené protivníky – boty (od slova robot).
Také existuje mnoho různých modifikací, které dokáží podstatně změnit vlastní hru. Příkladem je AMX Mod X, který přidává příkazy pro zjednodušení administrace hry a dovoluje přidávat další pluginy, které umožňují hrát CS v režimu Team Deathmatch, Capture the Flag, apod.
Dalšími modifikacemi jsou:
- Deathrun – patří mezi nejoblíbenější jump módy. Každé kolo je náhodně vybrán jeden terorista, který může spouštět různé pasti na trati pro všechny ostatní hráče, kteří mají za úkol se přes tuto trať dostat. Cílem módu je tak dostat se co nejrychleji k teroristovi a zabít ho. Na pokročilejších serverech bývá k dispozici Deathrun Shop s vylepšeními typu rychlost, gravitace, autobunnyhop, apod. Herní mód Deathrun je dnes často zkombinován s modifikací Speedrun, kde se měří čas, po který hráč přejde mapu, nejlepší jsou pak v seznamu nejlepších hráčů.[8]
- BaseBuilder – hráči jsou rozděleni do dvou teamů – CT a zombie. Úkolem CT je postavit kemp z bloků, které jsou na mapách pro tento herní mód tak, aby přežili co nejdelší dobu naživu. Po uplynutí času pro stavbu jsou vypuštěni zombie, kteří se je snaží zabít. Každé kolo pak probíhá výměna teamů. Na pokročilejších serverech bývá k dispozici obchod nebo XP mód s vylepšeními (zdraví, rychlost, snížení recoilu, rychlejší přebíjení, apod.).[9]
- RC Cars – v tomto speciálním módu nejsou klasické herní postavy, modelem hráčů jsou závodní auta. Všichni hráči jsou v jednom teamu a soupeří v tom, kdo nejrychleji dojede do cíle.[10]

- Warcraft 3 Mod – hráči využívají schopností jednotlivých ras ze hry Warcraft 3. Za splnění úkolu získáváte zkušenostní body (Experience, XP) – po dosažení jejich určitého počtu hráč postupuje na vyšší úroveň a získá tzv. skill bod, který může proměnit na určitou schopnost. Rovněž lze ve hře nakupovat kouzla a vylepšení mimo klasickou výbavu. Nejnovější odrůdou tohoto módu je Ultimate Warcraft, kde je na výběr ze schopností všech ras (až na omezení týkajících se kouzel se stejnými účinky).
- WoW mod neboli World of Warcraft mod – hodně podobný Warcraft 3 Modu, ale je zde více ras a maximální level je 80.
- Gungame – „hra se zbraněmi“ – hráči začínají se slabší zbraní, po zabití nastaveného počtu protivníků postupují o úroveň výše k lepší zbrani. Hra končí v okamžiku, kdy některý z hráčů projde celým zbraňovým cyklem. Nastavení posloupnosti zbraní a počtu zabití se liší podle nastavení konkrétního serveru. Vtipné pak je zabíjení nožem, které většinou ubírá dosažený level (zároveň se jím končí – hráč, který prošel celý zbraňový cyklus, jím musí zabít nepřítele, aby ukončil kolo).[11]
- SoccerJam – fotbal ve stylu CS.
- SuperHero Mod – podobný Warcraft modu – hráč přebírá schopnosti různých superhrdinů.
- Zombie Mod – jeden z hráčů se stane zombie a potom honí ostatní hráče s nožem (u zombie není nůž vidět). Když je bodne tak se stanou taky zombie. Hraje se i verze, kdy nastupuje tým zombií proti CT, dále pak Nemesis, plague atd.
- Hide N Seek – Přeměna – Na začátku jsou rozděleni na T a CT. Úkol T – mají čas 30 sekund, aby se schovali; patří k tomu i přeměna například v bombu, krabičku nábojů, počítač, poklop od kanálu a jiné věci se snahou co nejlépe ladit s prostředím. Úkol CT – mají na 30 sekund obrazovku monitoru zbarvenou do modré nebo jiné barvy ve stylu smoke granátu, tzn. jsou poloslepí (nebo úplně slepí). Po uplynutí limitu jsou T zpomaleni o 25 % plné rychlosti, a CT mají úkol najít všechny T a zabít je nožem. Obvykle se doplňují životy, pokud hráč neztratí všech 100 % najednou (protože se hraje obvykle ve velkých výškách).
- Hide N Seek – Block and walls – V tomto módu jde opět o to, aby T přežili po určený čas a CT je do určeného času musí zabít nožem. T mají jen 10 sekund náskok, aby vylezli vyskákali nebo se vysadili na různé pozice, kam se CT budou jen těžko dostávat.
- Jail Break – V tomto módu jsou vězni (T) a bachaři (CT); bachaři dávají rozkazy a zabijí neposlušné vězně, vězni se snaží zabít bachaře do určitého času; hraje se na speciálně vytvořených mapách.
- Death Match – Normální hra s tím rozdílem, že hráč se může objevit hned po tom, co je zabit. Výhodou této modifikace je, že si u každého objevení hráč může vybrat, jakou zbraň chce. Když se objeví, má možnost vybrat si novou zbraň, původní zbraň nebo původní zbraň a více už se nedotazovat.

- Awesome Cars – Hráči spolu bojují pouze noži, ale mohou ovládat různá vozidla.

- Furien Mod – T jsou furieni, kteří mají upravenou gravitaci, rychlost, částečnou neviditelnost a pouze nůž. Proti nim stojí CT neboli anti-furieni, kteří mají standardní nastavení a zbraně. Po určitém cyklu kol probíhá výměna teamů. Součástí módu je speciální obchod (radar skener, super knife, wallhang, apod.).[12]

- Paintball – mód se speciálními, upravenými zbraněmi ve stylu klasického paintballu (např. Marker, Shotgun, Launcher nebo Sniper[13]).
- Surf – mód se speciálními mapami, kde jsou jednotlivé úseky map odděleny tzv. surfem (šikmá plocha, po které musí hráči surfovat).[14]
- Knife – Mod ve kterém Teroristi bojují s nožem proti Policistům. Do hry se dá také přidat Knife Config (Upravení hry které zvětšuje vzdálenost na kterou zabijete nepřítele) Knife config se zapne v konzoli. Speciální tlačítko pod klávesou ESC do konzole napíšete exec [NázevCFG].cfg nebo rc podle toho co budete mít v návodu. Většinou je to ale .cfg Knife mod je jeden z neoblíbenějších modu.
- TTT - Jedná se o mod ve kterém se na začátku každého kola náhodně rozdají role (Nevinný,Zrádce,Detektiv). Detektivové se snaží najít a zneškodnit zrádce,kteří mají za úkol zabít všechny ostatní.Detektivům napomáhají nevinní. Pro detektivy a zrádce jsou speciální obchody (Silent usp,Golden deagle,Hook,DNA scanner,Pocket revolver,Knife,...) Při nesprávném zabíjení hráčů se vám snižuje karma (karma=poškození), naopak při zabíjení správných oponentů se vám karma navyšuje.

## Terminologie hráčů
Ve hře CS se hráč může setkat se speciální hráčskou mluvou, ve které se vyskytují především zkratky a anglická slova.
V tomto seznamu jsou uveřejněny pouze zkratky, které se hrou CS úzce souvisí. Jiné podobné zkratky je možné nalézt v seznamu zkratek v online diskusích.
- A/B – označení (na mapách de_);
- CT – protiteroristická jednotka (counter terrorist);
- T – teroristé.